# Phygadeuon inaris
Phygadeuon inaris är en stekelart som först beskrevs av Hellen 1967.  Phygadeuon inaris ingår i släktet Phygadeuon och familjen brokparasitsteklar. Inga underarter finns listade i Catalogue of Life.